# Horoszczyce
Horoszczyce – wieś w Polsce położona w województwie lubelskim, w powiecie hrubieszowskim, w gminie Dołhobyczów.
W latach 1975–1998 miejscowość administracyjnie należała do województwa zamojskiego. 
Wieś stanowi sołectwo gminy Dołhobyczów. Według Narodowego Spisu Powszechnego (III 2011 r.) liczyła 257 mieszkańców i była szóstą co do wielkości miejscowością gminy. 
Wierni Kościoła rzymskokatolickiego należą do parafii Matki Bożej Częstochowskiej w Dołhobyczowie lub do parafii św. Barbary w Oszczowie. W miejscowości znajdowała się cerkiew unicka, następnie prawosławna; zachował się zdewastowany cmentarz prawosławny, czynny do końca II wojny światowej.